# Erateina nigrata
Erateina nigrata är en fjärilsart som beskrevs av Warren. Erateina nigrata ingår i släktet Erateina och familjen mätare. Inga underarter finns listade i Catalogue of Life.